# Supercoppa del Giappone 2015
La Supercoppa del Giappone 2015 si è disputata il 28 febbraio 2015 al Nissan Stadium di Yokohama e ha visto sfidarsi il Gamba Osaka, vincitore sia della J.League Division 1 2014 che della Coppa dell'Imperatore 2014, e gli Urawa Reds, che si è classificata come seconda nel massimo campionato giapponese.
A conquistare il trofeo è stato il Gamba Osaka, che è riuscito a ottenere la vittoria nel secondo tempo.
L'arbitro dell'incontro è stato il signor Yūdai Yamamoto.

## Tabellino
| Arbitro: | Yūdai Yamamoto |

|                        |           |  |
| Usami 68’ Patric 90+3’ | Marcatori |  |

| Gamba Osaka | Urawa Reds |

| P               | 1  | Masaaki Higashiguchi |  |           |
| D               | 22 | Oh Jae-suk           |  |           |
| D               | 5  | Daiki Niwa           |  |           |
| D               | 8  | Keisuke Iwashita     |  |           |
| D               | 4  | Hiroki Fujiharu      |  |           |
| C               | 17 | Tomokazu Myōjin      |  | 34’       |
| C               | 7  | Yasuhito Endō        |  |           |
| C               | 19 | Kōtarō Ōmori         |  | 90+1’     |
| C               | 11 | Shū Kurata           |  |           |
| A               | 39 | Takashi Usami        |  | 78’       |
| A               | 24 | Shingo Akamine       |  | 63’       |
| A disposizione: |    |                      |  |           |
| P               | 18 | Yōsuke Fujigaya      |  |           |
| D               | 6  | Kim Jung-ya          |  |           |
| D               | 14 | Kōki Yonekura        |  |           |
| C               | 33 | Shōhei Ogura         |  |           |
| C               | 13 | Hiroyuki Abe         |  | 90+1’     |
| A               | 9  | Lins                 |  | 78’       |
| A               | 29 | Patric               |  | 63’ 90+4’ |
| Allenatore:     |    |                      |  |           |
| Kenta Hasegawa  |    |                      |  |           |

|                  |    |                    |  |         |
|                  |    |                    |  |         |
| P                | 1  | Shūsaku Nishikawa  |  |         |
| D                | 46 | Ryōta Moriwaki     |  | 86’     |
| D                | 4  | Daisuke Nasu       |  | 87’     |
| D                | 5  | Tomoaki Makino     |  |         |
| C                | 14 | Tadaaki Hirakawa   |  |         |
| C                | 8  | Yōsuke Kashiwagi   |  |         |
| C                | 22 | Yūki Abe           |  |         |
| C                | 24 | Takahiro Sekine    |  | 11’     |
| C                | 7  | Tsukasa Umesaki    |  | 48’ 72’ |
| A                | 31 | Toshiyuki Takagi   |  | 56’     |
| A                | 20 | Tadanari Lee       |  |         |
| A disposizione:  |    |                    |  |         |
| P                | 23 | Nao Iwadate        |  |         |
| D                | 2  | Ken'ichi Kaga      |  |         |
| C                | 13 | Keita Suzuki       |  | 87’     |
| C                | 16 | Takuya Aoki        |  |         |
| C                | 18 | Shūto Kojima       |  |         |
| A                | 19 | Yūki Mutō          |  | 72’     |
| A                | 21 | Zlatan Ljubijankič |  | 56’     |
| Allenatore:      |    |                    |  |         |
| Mihailo Petrović |    |                    |  |         |